# إل أورنيو
بلدية إل أورنيو (بالإسبانية: El Hornillo) هي بلدية تقع في مقاطعة آبلة التابعة لمنطقة قشتالة وليون وسط إسبانيا.

## الديموغرافيا
يبلغ عدد سكان بلدية إل أورنيو 351 نسمة عام 2011 (وفقاً للمعهد الوطني للإحصاء الإسباني).
| 442 | 421 | 401 | 392 | 397 | 359 | 351 |